# Babino Polje
Babino Polje ist der Hauptort der Insel Mljet in der Gespanschaft Dubrovnik-Neretva. Die Siedlung liegt im Zentrum der Insel. 

## Geographie
Der Ort liegt auf der langgestreckten Insel etwa im Zentrum, auf der südlichsten Anhöhe (Mali Grad, 247 m) zwischen dem Hafen bei Sovra (Собра) im Osten und Ropa, beziehungsweise Blato im Westen.

## Kultur
Es gibt katholischen Kirchen der Heiligen Andreas, Michael, Johannes, Georg (Đurđ), Blasius (Vlaho), Josef und Paul sowie einigen Kapellen und ein Denkmal für König Tomislav.

## Wirtschaft
Hier finden sich Landwirtschaft (Weinbau) und Tourismus (Klettern).

## Bekannte Personen
- Nikola Stražičić (1924–2018), Geograph